# انبلانسرا

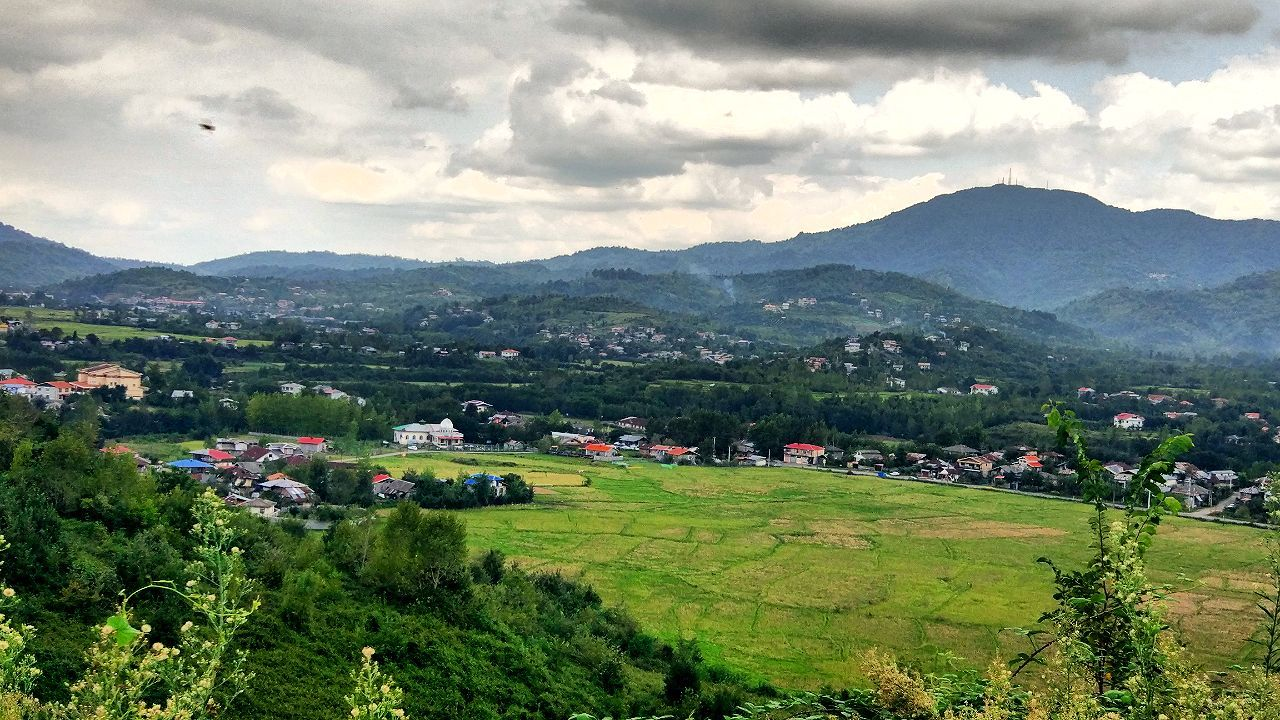
روستای انبلانسرا

انبلانسرا، روستایی از توابع بخش اطاقور شهرستان لنگرود در استان گیلان ایران است.

صفحه رسمی شهر اطاقور
https://instagram.com/otaqvar
https://instagram.com/otaqvar1

## جمعیت
این روستا در دهستان اتاقور قرار دارد و براساس سرشماری مرکز آمار ایران در سال ۱۳۸۵، جمعیت آن ۹۳ نفر (۲۷خانوار) بوده‌است.